# Raimonds Krollis
Raimonds Krollis (28 de octubre de 2001) es un futbolista letón que juega en la demarcación de delantero para el F. C. Slovan Liberec de la Liga de Fútbol de la República Checa.

## Selección nacional
Tras jugar con la selección de fútbol sub-19 de Letonia, finalmente debutó con la selección absoluta el 6 de septiembre de 2020. Lo hizo en un partido de la Liga de Naciones de la UEFA contra Malta que finalizó con un resultado de empate a uno tras el autogol de Matthew Guillaumier para Letonia, y de Kyrian Nwoko para Malta.

## Clubes
| Club                                 | País            | Año       | Partidos | Goles |
| ------------------------------------ | --------------- | --------- | -------- | ----- |
| FS METTA/Latvijas Universitāte       | Letonia         | 2018-2021 | 52       | 16    |
| Valmiera F. C.                       | Letonia         | 2021-2023 | 66       | 38    |
| Spezia Calcio                        | Italia          | 2023-2024 | 15       | 0     |
| MFK Vyškov (cedido)                  | República Checa | 2024      | 14       | 5     |
| U. S. Triestina Calcio 1918 (cedido) | Italia          | 2024-2025 | 15       | 0     |
| F. C. Slovan Liberec                 | República Checa | 2025-     | 11       | 6     |

## Palmarés

### Campeonatos nacionales
| Título   | Club           | País    | Año  |
| -------- | -------------- | ------- | ---- |
| Virslīga | Valmiera F. C. | Letonia | 2022 |